# 박노춘
박노춘(朴魯春, 1912년 11월 12일 ~ 1999년)은 대한민국의 국문학자이다. 자는 자인(子仁)이고, 호는 노강(蘆江), 아차산인(峨嵯山人)이다. 이능구(李陵九)라는 필명을 쓰기도 했다.

## 생애
1912년 11월 12일 충청남도 연기군 전동면 다방리에서 태어났다.
1943년 3월 일본 동경의 법정대학(法政大學) 고등사범부 한문과를 졸업했다. 1952년 천안공업고등학교에 교사로 부임하고, 같은 해 가세곡국민학교에서 교장으로 재직했다. 1955년 10월부터 현 경희대학교의 전신인 신흥대학교의 전임강사로 취임했고 이내 교수로 부임했다. 이후 서울대학교, 이화여자대학교, 건국대학교, 상명여자대학교, 국민대학교 등 여러 대학에서 강의했다. 1966년 2월 건국대학교에서 ＜회문체 시가 고찰: 언어·문자·유희 연구＞로 문학 석사 학위를 취득했다. 1977년 12월 국민교육훈장 동백장을 받았고, 국어국문학회 대표이사, 한국어문교육연구회 이사 등을 역임했다.
해방 후 고전문학을 연구하는 국문학자로서 연구에 매진했다. ＜시조 창곡의 발생과 그 이칭＞, ＜한국 신연극 오십년 약사＞, ＜박씨본 ‘해동가요’의 자료적 가치＞, ＜고전 주역 문제＞, ＜시조 창곡의 최초 문헌＞ 등의 논문을 썼고, ≪주해가사문학전집≫, ≪한문숙어사전≫, ≪고시가주해≫ 등의 저서를 냈다. 성실한 자세로 학문 연구에 몰두하면서도 시를 즐겨 쓰고 노래하는 시심을 잃지 않았다고 한다. 후학 양성과 학회 조직에 힘쓰다 1999년 향년 87세의 나이로 세상을 떠났다.